# 알라 웃딘 무함마드
알라 웃딘 무함마드(ʿAlā al-Dīn Muḥammad, 1169년 ~ 1220년)는 화레즘 제국의 제7대 술탄이다. 제6대 알라 웃딘 테키시와 투르크계 유목민 칸그리족의 테르켄 카툰과의 사이에 태어나 1200년에 사망한 아버지의 뒤를 이어 즉위하였다.

## 생애
아버지의 대에 급속히 확대된 화레즘 제국의 세력을 계승하여, 1204년 고르 왕조의 시하브 웃딘 무함마드(무함마드 고리)의 호라산 침공을 격퇴하고, 고르 왕조의 거점 헤라트를 빼앗았다. 이어서 1206년에는 시하브 웃딘 사후의 혼란을 틈타 고르 왕조의 영토에 침공하였고, 1215년 고르 왕조를 완전히 멸망시켜 현재의 아프가니스탄 방면으로 세력을 확대했다.
1210년에는 오랜 세월에 걸쳐 우호 관계를 유지해 온 중앙아시아의 서요(西遼)와 단교하고, 타라스강 하류에서 서요군을 물리치고 중앙아시아로 세력을 확대, 암강과 시르다리야강의 사이에 걸쳐있는 마와라안나훌(현 우즈베키스탄 중부)을 세력하에 두었다. 1212년에는 서 카라한 왕조를 멸망시키고, 마와라안나훌을 직할지로 다스리고, 중심 도시 사마르칸트를 지배한다. 서쪽에서는 이란으로부터 이라크에 진출하여 아바스 왕조를 압박하여, 화레즘 제국의 최대 전성기를 이룩하였다.
같은 시기, 몽골 고원을 통일하고 중앙 아시아 동부로 진출하여 서요를 병합한 몽골 제국의 칭기즈 칸과는 초기에 우호 관계를 맺었다. 그러나, 1218년에 몽골 제국이 파견한 통상 사절단을 오트랄의 총독이 간첩 혐의로 살해하는 사건이 일어난 것을 계기로, 다음 해인 1219년에 몽골군의 대규모 침공을 받았다.
이 전쟁에 대해 화레즘 제국은 군대를 집중하여 몽골군에 대항하지 못하고 각 도시에 분산하여 수비를 실시했기 때문에 몽골군의 각개 격파를 받아 순식간에 중앙아시아로부터 호라즘, 호라산의 각 도시를 잃었다. 화레즘 제국이 통일적인 저항을 실시하지 않은 채 붕괴된 이유로는, 급속한 영토 확대에 대해 제국의 지배 체제가 취약했던 점을 들 수 있다. 무함마드는 어머니 및 그 친가인 칸그리 부족과의 대립이 깊어지고 부족군을 규합하고 야전에 임하면서, 사이가 나쁜 유목민이 전선을 이탈하거나 몽골군에 투항하면 일전에서 붕괴하는 위험성이 있었다.
무함마드는 초기에 사마르칸트에 있었지만, 몽골의 침공 소식을 듣고 무책임하게도 주민들에게 호레즘 왕조는 더 이상 민중을 지킬 수 없기 때문에 스스로 지키라고 한 채 도망을 갔다. 이후 이 지역은 철저하게 몰살당하면서 12세기 이전으로 회복하는 데에 몇 백 년이 걸렸다. 1219년 이란으로 무사히 달아나 1220년 12월 카스피해에 있는 외딴 섬에서 병으로 급사하였다. 그 도중에 니샤푸르(현 이란 라자비 호라산 주 네이샤브르)에 3주간 들렀지만, 무함마드는 재기를 도모하기는커녕 직무를 게을리해 연곡에 몰두했다고 한다. 무함마드의 사후, 왕자 잘랄 웃딘이 화레즘 제국의 술탄을 칭하여 몽골군에 대한 저항을 계속한다.

## 같이 보기
- 화레즘 제국
- 칭기즈 칸

| 전 임 알라 웃딘 테키시 | 제7대 화레즘 제국의 술탄 1200년 ~ 1220년 | 후 임 잘랄 웃딘 |